# Argüelles (Madrid)

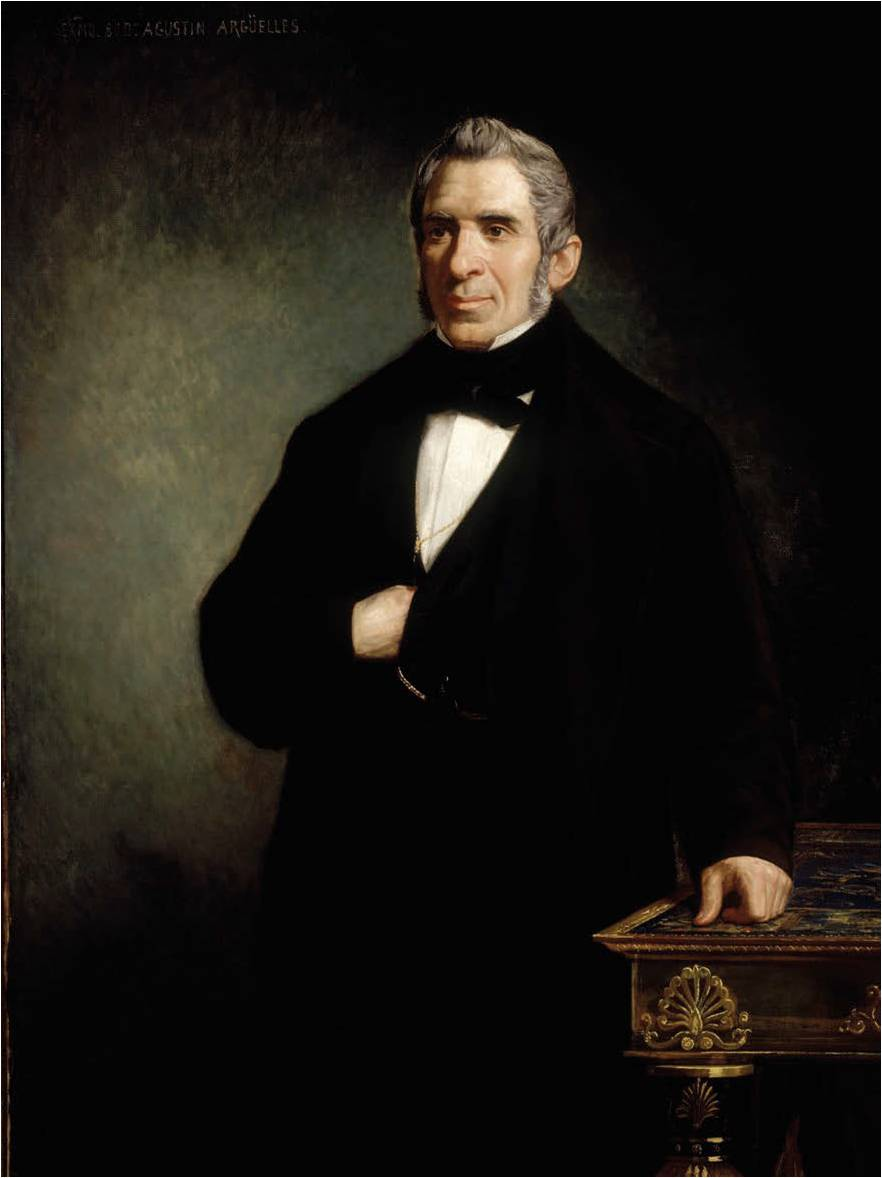
El barri porta el nom d'Agustín Argüelles Álvarez, un polític espanyol del.

Argüelles és un barri madrileny del districte de Moncloa-Aravaca. El barri porta el nom d'Agustín Argüelles Álvarez, un polític espanyol del segle xix. Té una superfície de 75,47 hectàrees, i una població de 26.148 habitants.

## Delimitació
Limita a l'oest amb la Casa de Campo, al nord-oest amb la Ciutat Universitària de Madrid, al sud amb el barri de Palacio (Centro) i a l'est amb els barris d'Universidad i Gaztambide (Chamberí). Està delimitat pels carrers d'Irún, Ferraz, Pintor Rosales, Passeig Moret, Princesa, per la Plaça d'España i la cuesta de San Vicente.

## Demografia
El 10% de la població té menys de 15 anys, mentre que els majors de 65 anys representen un 25% de la població. Hi ha 1.515 majors de 65 anys que viuen sols. La població estrangera és del 15,85%. Quant a l'educació, un 3% dels habitants no tenen estudis, mentre que el 34% té estudis universitaris.

## Història
L'Eixample de Madrid planejat per Carlos María de Castro preveia la urbanització de la part alta de la Muntanya del Príncipe Pío amb la creació d'un nou barri amb forma ortogonal denominat Argüelles. Només incloïa setze mansanes compreses entre els carrers de Quitapesares (Ventura Rodríguez), Princesa, Quintana i Ferraz. Pocs anys després el mateix Castro va projectar l'ampliació del barri en terrenys del Real Sitio de la Florida, entre els carrers del Marquès d'Urquijo i el passeig de Moret. El carrer del Marquès d'Urquijo era el límit entre la Muntanya del Príncipe Pío i la possessió de la Florida o Moncloa. La construcció del barri va tenir tres etapes: fins al carrer de Quintana en 1856, prolongació fins a Marquès d'Urquijo en 1864 i finalment fins al passeig de Moret entre 1871 i 1884.
En 1857 es va començar a construir la primera casa del barri, la situada en el carrer Princesa cantonada amb Quintana, propietat d'Alejandro Ramírez de Vila-Urrutia (enderrocada en els anys vuitanta del segle XX).
El barri d'Argüelles es va aixecar, a més d'en terrenys de l'antiga possessió de la Florida, també sobre les antigues hortes del Molino Quemado, Duquessa de Villahermosa, Buitrera, Minillas, Salceda,... fins a convertir-se posteriorment a la Muntanya del Príncipe Pío. Segons Agustín Gómez Iglesias, la part baixa del barri d'Argüelles (carrers de Ferraz i Rosales) van ser, des de 1870, un abocador públic «per formar la rampa de baixada a San Antonio de la Florida en substitució de l'antiga costa d'Areneros».

## Altres dades
A les eleccions generals de 2004 el partit més votat va ser el PP amb un percentatge del 66,11%, seguit del PSOE amb un 25,6% i d'Esquerra Unida amb un 4,08% dels vots.